# VIIIe corps (armée de l'Union)
Le VIIIe corps est un corps d'armée de l'armée de l'Union pendant la guerre de Sécession.

## Création et début du service

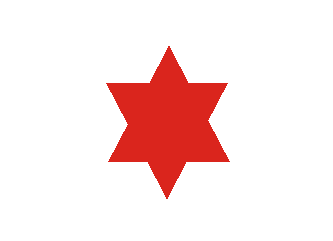
Insigne de la 1st division du VIIIe corps de l'armée de l'Union

Le corps est initialement créé à partir de divers commandements de l'Union compris dans le département du milieu dans la vallée de la Shenandoah le 12 juillet 1862, et est placé sous le commandement du major-général John E. Wool. Il passe la plupart de 1862 à garder les lignes du Baltimore and Ohio Railroad entre Baltimore, Harpers Ferry, et Winchester. Le corps, alors commandé par Robert C. Schenck, joue un rôle majeur dans les prémices de la campagne de Gettysburg, où les éléments du corps s'opposent sans succès à l'avance initiale de Robert E. Lee par la Shenandoah. La deuxième division, sous les ordres de Robert H. Milroy, subit de lourdes pertes au cours de la deuxième bataille de Winchester, les 13-15 juin 1863, et les éléments du corps prennent part également à l'action de retardement à Martinsburg quelques jours plus tard. Le corps sévèrement battu se retire vers Harpers Ferry, d'après cela, en ne jouant plus aucun rôle dans la campagne, jusqu'à ce qu'il aide à rejoindre la poursuite menée par George G. Meade de Lee à la suite de la bataille de Gettysburg.

## Défense de Washington et service de garnison en 1864
(Voir les campagnes de la vallée de 1864 pour une description plus détaillée des campagnes mentionnées ci-dessous.)
Le VIIIe corps joue un grand rôle dans la défense de Washington contre Jubal Early à Monocacy le 9 juillet 1864, sous le commandant du major général Lew Wallace. Le premier service du VIIIe corps en 1864 est d'assurer des fonctions à l'arrière dans le Maryland gardant le chemin de fer de Baltimore et de l'Ohio. Les éléments du corps combattent également contre la cavalerie confédérée lorsqu'elle fait irruption dans le Maryland dans la banlieue de Baltimore pendant le raid d'Early sur Washington. Les quartiers généraux du département sont situés à Baltimore.

## Armée de Virginie-Occidentale
Le VIIIe corps est souvent confondu avec l'armée de Virginie-Occidentale, qui sert dans la vallée de la Shenandoah et dans l'ouest de la Virginie tout au long de 1864. Cette confusion découle du fait que l'armée de Virginie-Occidentale est composée de troupes qui ont servi dans le huitième corps, en 1863, mais sont officiellement transférées dans le département de la Virginie-Occidentale au moment des campagnes de 1864. En outre, c'est source de confusion par le fait que l'armée de la Virginie-Occidentale fonctionne comme un corps au sein de l'armée de la Shenandoah. Le résultat est l'apparition de références à l'armée de Virginie-Occidentale comme le VIIIe corps, même s'ils n'ont jamais été officiellement synonymes.

## Historique des commandements
| John E. Wool      | 12 juillet - 22 décembre 1862    |
| Robert C. Schenck | 22 décembre 1862 - 12 mars 1863  |
| William W. Morris | 12 - 22 mars 1863                |
| Robert C. Schenck | 22 mars - 10 août 1863           |
| William W. Morris | 10 - 31 août 1863                |
| Robert C. Schenck | 31 août - 22 septembre 1863      |
| William W. Morris | 22 septembre - 28 septembre 1863 |
| Erastus B. Tyler  | 28 septembre - 10 octobre 1863   |
| Robert C. Schenck | 10 octobre - 5 décembre 1863     |
| Henry H. Lockwood | 5 décembre 1863 - 22 mars 1864   |
| Lew Wallace       | 22 mars 1864 - 1er février 1865  |
| William W. Morris | 1er février - 19 avril 1865      |
| Lew Wallace       | 19 avril - 1er août 1865         |